# Mocninná funkce
Mocninná funkce je elementární matematická funkce, jejíž hodnoty jsou přímo úměrné určité mocnině proměnné.

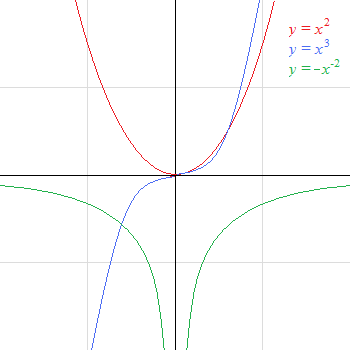
Grafy mocninných funkcí x2, x3 a −x−2

Mocninná funkce s reálným exponentem r je funkce ve tvaru:
{\displaystyle f\colon x\mapsto ax^{r}=ae^{r\ln x}\qquad a,r\in \mathbb {R} ,}
kde {\displaystyle a\neq 0} a {\displaystyle r\neq 0} jsou konstanty a {\displaystyle x>0} je proměnná.
Mocninná funkce s racionálním exponentem je funkce ve tvaru:
{\displaystyle f\colon x\mapsto ax^{\frac {n}{m}}=a{\sqrt[{m}]{x^{n}}}\qquad a\in \mathbb {R} ,}
kde {\displaystyle a\neq 0} je konstanta, {\displaystyle n\in \mathbb {Z} -\{0\}}, {\displaystyle m\in \mathbb {N} } a {\displaystyle x>0} je proměnná.
Mocninná funkce s celočíselným exponentem je polynomiální funkce s nejvýše jedním nenulovým koeficientem. Speciální případy pro {\displaystyle n\neq 0}:
Sudá mocninná funkce
{\displaystyle f\colon x\mapsto x^{2n}\qquad n\in \mathbb {N} }, normální parabola otevřená nahoru
{\displaystyle f\colon x\mapsto -x^{2n}\qquad n\in \mathbb {N} }, normální parabola otevřená dolu
{\displaystyle f\colon x\mapsto x^{-2n}\qquad n\in \mathbb {N} }, hyperbola v prvním a druhém kvadrantu ({\displaystyle x\neq 0})
{\displaystyle f\colon x\mapsto -x^{-2n}\qquad n\in \mathbb {N} ,}, hyperbola v třetím a čtvrtém kvadrantu ({\displaystyle x\neq 0})
Lichá mocninná funkce
{\displaystyle f\colon x\mapsto x^{2n+1}\qquad n\in \mathbb {N} }, normální parabola v prvním a třetím kvadrantu
{\displaystyle f\colon x\mapsto -x^{2n+1}\qquad n\in \mathbb {N} }, normální parabola v druhém a čtvrtém kvadrantu
{\displaystyle f\colon x\mapsto x^{-(2n+1)}\qquad n\in \mathbb {N} }, hyperbola v prvním a třetím kvadrantu ({\displaystyle x\neq 0})
{\displaystyle f\colon x\mapsto -x^{-(2n+1)}\qquad n\in \mathbb {N} }, hyperbola v druhém a čtvrtém kvadrantu ({\displaystyle x\neq 0})
a pro {\displaystyle n=0}:
{\displaystyle f\colon x\mapsto x^{-1}\qquad } rovnoosá hyperbola v prvním a třetím kvadrantu ({\displaystyle x\neq 0})
{\displaystyle f\colon x\mapsto -x^{-1}\qquad } rovnoosá hyperbola v druhém a čtvrtém kvadrantu ({\displaystyle x\neq 0})

## Definiční obor
Definiční obor závisí na exponentu {\displaystyle r}, konkrétně na jeho celočíselnosti (tj. zda {\displaystyle r\in \mathbb {Z} }) a znaménku podle následující tabulky.
|                                      | {\displaystyle r>0}                  | {\displaystyle r<0}                         | {\displaystyle r=0}                                                           |
| ------------------------------------ | ------------------------------------ | ------------------------------------------- | ----------------------------------------------------------------------------- |
| {\displaystyle r\in \mathbb {Z} }    | {\displaystyle \mathbb {R} }         | {\displaystyle \mathbb {R} \setminus \{0\}} | {\displaystyle \mathbb {R} \setminus \{0\}} nebo {\displaystyle \mathbb {R} } |
| {\displaystyle r\notin \mathbb {Z} } | {\displaystyle \mathbb {R} _{0}^{+}} | {\displaystyle \mathbb {R} ^{+}}            | —                                                                             |

1. ↑  Obecně není výraz 00 definován. V případě mocninné funkce je však smysluplné jej dodefinovat vztahem 00 = 1, díky čemuž při {\displaystyle r=0} se mocninná funkce zredukuje na konstantu {\displaystyle f(x)=a} s definičním oborem {\displaystyle \mathbb {R} }.

## Obor hodnot
Obor hodnot závisí na konstantě {\displaystyle a} a exponentu {\displaystyle r}.
|                     | {\displaystyle r>0}                                             | {\displaystyle r>0}          | {\displaystyle r<0}                                             | {\displaystyle r<0}                         | {\displaystyle r=0}   |
|                     | {\displaystyle r} sudé nebo {\displaystyle \notin \mathbb {Z} } | {\displaystyle r} liché      | {\displaystyle r} sudé nebo {\displaystyle \notin \mathbb {Z} } | {\displaystyle r} liché                     | {\displaystyle r=0}   |
| ------------------- | --------------------------------------------------------------- | ---------------------------- | --------------------------------------------------------------- | ------------------------------------------- | --------------------- |
| {\displaystyle a>0} | {\displaystyle \mathbb {R} _{0}^{+}}                            | {\displaystyle \mathbb {R} } | {\displaystyle \mathbb {R} ^{+}}                                | {\displaystyle \mathbb {R} \setminus \{0\}} | {\displaystyle \{a\}} |
| {\displaystyle a<0} | {\displaystyle \mathbb {R} _{0}^{-}}                            | {\displaystyle \mathbb {R} } | {\displaystyle \mathbb {R} ^{-}}                                | {\displaystyle \mathbb {R} \setminus \{0\}} | {\displaystyle \{a\}} |
| {\displaystyle a=0} | {\displaystyle \{0\}}                                           | {\displaystyle \{0\}}        | {\displaystyle \{0\}}                                           | {\displaystyle \{0\}}                       | {\displaystyle \{0\}} |